# Tors strid med jättarna
Tors strid med jättarna és una pintura de 1872 de l'artista suec Mårten Eskil Winge. Representa el déu nòrdic Tor en una batalla contra els ètuns. El déu del tro munta el seu carro tirat per les cabres Tanngrisnir i Tanngnjóstr, porta el seu cinturó Megingjörð i branda el seu martell Mjölnir, que està envoltat de llamps. El quadre va ser realitzat amb pintura a l'oli, té unes dimensions de 484x333 centímetres i pertany al Nationalmuseum d'Estocolm.

## Història
Winge va ser professor a la Reial Acadèmia Sueca de Belles Arts, on la pintura d'història era considerada com el gènere més important de l'art. També va pertànyer al moviment nacionalista suec, en el qual els mites i llegendes nòrdiques s'utilitzaven sovint com a temes. El quadre va ser acabat el 1872 i comprat pel rei Carles XV de Suècia, que va morir el mateix any i el va llegar al Nationalmuseum.
La pintura es va exposar públicament al Nationalmuseum el 1872. Va ser rebut positivament pel públic i de seguida va atraure nombroses multituds. El jove August Strindberg va escriure'n una crítica favorable en la qual va interpretar el tema com una representació de la lluita de la veritat contra la falsedat. L'historiador de l'art Bo Grandien va caracteritzar la pintura l'any 1987 com un exemple del moviment nacional liberal que utilitzava motius nòrdics per enaltir la democràcia i la lluita contra la ignorància.